# Lucy Wangui Kabuu
Lucy Wangui Kabuu (née le 24 mars 1984) est une athlète kényane, spécialiste des courses de fond. 

## Biographie
Lors des Jeux du Commonwealth de 2006, à Melbourne, Lucy Wangui remporte la médaille d'or du 10 000 mètres et la médaille de bronze du 5 000 mètres. Elle participe à deux éditions des Jeux olympiques, sur 10 000 m, terminant neuvième en 2004 et septième en 2008. Elle se consacre aux courses sur route depuis 2011.

### Palmarès
| Date | Compétition                            | Lieu       | Résultat | Épreuve       | Performance     |
| ---- | -------------------------------------- | ---------- | -------- | ------------- | --------------- |
| 2004 | Jeux olympiques                        | Athènes    | 9e       | 10 000 m      | 31 min 5 s 90   |
| 2006 | Jeux du Commonwealth                   | Melbourne  | 1re      | 10 000 m      | 31 min 29 s 66  |
| 2006 | Jeux du Commonwealth                   | Melbourne  | 3e       | 5 000 m       | 15 min 0 s 20   |
| 2008 | Jeux olympiques                        | Pékin      | 7e       | 10 000 m      | 30 min 39 s 96  |
| 2013 | BIG 25 Berlin                          | Berlin     | 1re      | 25 kilomètres | 1 h 21 min 37 s |
| 2014 | Championnats du monde de semi-marathon | Copenhague | 4e       | Semi-marathon | 1 h 8 min 37 s  |

### Records
| Épreuve       | Performance     | Lieu           | Date            |
| ------------- | --------------- | -------------- | --------------- |
| 5 000 m       | 14 min 33 s 49  | Oslo           | 6 juin 2008     |
| 10 000 m      | 30 min 39 s 96  | Pékin          | 15 août 2008    |
| Semi-marathon | 1 h 06 min 09   | Ras Al Khaimah | 15 février 2013 |
| Marathon      | 2 h 19 min 34 s | Dubaï          | 27 janvier 2012 |